# 川道良明
川道 良明（かわみち よしあき、1978年3月14日 - ）は、愛知県を拠点に活動するディスクジョッキー、ラジオパーソナリティ。名古屋市西区出身。愛称は「DJトンガリ」。
2005年にFM AICHIでDJデビュー。ラジオ番組のみならず、自らフリーペーパー「川道限定」を発行したり、動画共有サイト「YouTube」に自身の動画を投稿するなど、精力的に活動している。
大の新世紀エヴァンゲリオンファンで、番組内でもたびたびエヴァに関する発言をする。

## 現在の担当番組

### ラジオ
エフエム岐阜
- TWILIGHT MAGIC（2021年4月 - ） - 木曜パーソナリティ

### 2015年4月現在の担当番組
- 痛快!あるあるラジオ（@FM、日曜7:30～7:45）
- スターキャットMOVIE NAVIGATION（@FM、『SATURDAY!』内コーナー）
- ＠FM SUNDAY SPECIAL（@FM、日曜19:00～19:55 不定期）

## 過去の出演番組
- Super Relax Time（FM AICHI、土曜 24:30 - 25:00）
- 川道限定（FM AICHI、金曜26:00～27:00）
- サタデー・エクスプレス（FM AICHI、土 6:00～8:30）
- ポット DE びでを（FM AICHI PodCasting、ビデオポッドキャスト）
- Y×Y FRIDAY KIN-KON-KAN★彡（FM三重、金曜17:00～18:55）
- クロノス・アイチ（FM AICHI、月曜 - 金曜 7:30 - 8:00）
- フレッシュ・アップ・アイ（FM AICHI、月曜 - 木曜の9時台冒頭のみ。「9時前クイズ」のコメンテーターとして出演。金曜日の同コーナーに出演したこともあり、当時のパーソナリティー吉川朋江と「よしかわみち」というお笑いコンビと称し、ショートコント等を披露していた。）
- zak fine(FM三重）土曜2:00～5:00
- Mourning Hour（愛知北エフエム放送、月曜 - 金曜 7:00～9:00(担当は水曜・木曜））
- MORNING SPLASH（エフエム岐阜、2015年4月 - 2021年3月25日） - 水曜・木曜パーソナリティ